# Moisés Kaufman
Moisés Kaufman (* 21. November 1963 in Caracas, Venezuela) ist ein venezolanischer Dramatiker, Filmregisseur und Autor.

## Leben
Nach seiner Schulzeit zog Kaufman 1987 von Caracas nach New York City. Kaufman ist Autor des Theaterstücks Unzucht – Die drei Prozesse des Oscar Wilde, von 33 Variations und ist insbesondere bekannt für das Theaterstück The Laramie Project. Er gründete das Tectonic Theater Project in New York City. 2004 gab er sein Broadway-Debüt mit dem Theaterstück I Am My Own Wife von Doug Wright, für das er eine Tony-Award-Nominierung erhielt.

## Filmografie (Auswahl)
- The Laramie Project (Fernsehfilm)

## Preise und Auszeichnungen (Auswahl)
- Steinberg/ATCA Best New Play Award—2008: "33 Variations"
- Obie Award
- Outer Critics Circle Award
- GLAAD Media Award
- Drama Desk Award
- Lucille Lortel Award
- Carbonell Award
- Bay Area Theater Critics Circle Award
- Lambda Book Award
- Venezuela's Casa del Artista
- American Library Association's GLBT Literature Award
- Matthew Shepard Foundation’s „Making A Difference Award“
- Artistic Integrity Award from the Human Rights Campaign
- National Board of Review Award for Outstanding Made for Television Movie
- Teddy Award der Berlinale
- Humanitas Prize
- Joe A. Callaway Award
- Tony Award